# 元宝山区
元宝山区是内蒙古自治区赤峰市下辖的一个市辖区。面积953平方公里，区人民政府駐平莊鎮。

## 歷史
辽代的高州三韩县治所遗址在元宝山区风水沟镇兴隆坡村。
元宝山区得名于境内一叫“元宝山”的山头。清乾隆三十三年（1768年），境内山中建有煤窑。当时的硬通货是“元宝”，煤老板视煤如元宝，故将此山称之为“元宝山”。满洲国时期，1940年喀喇沁旗公署迁至平庄。日本投降後，1945年9月，平庄为建平县人民政府驻地。1946年9月，为建中县人民政府驻地。1947年10月，建中县并入建西县，属喀喇沁右旗建西县联合政府。1949年3月，喀喇沁右旗建西县联合政府改为喀喇沁旗人民政府。此后，现元宝山区境内各乡镇分别隶属于原昭乌达盟赤峰市、赤峰县、喀喇沁旗。1983年10月10日，经国务院批准，撤销昭乌达盟，设立地级赤峰市，同时设元宝山区。

## 行政区划
元宝山区下辖6个街道办事处、5个镇、1个民族乡：
西露天街道、平庄城区街道、平庄东城街道、平庄西城街道、马林街道、云杉路街道、风水沟镇、元宝山镇、美丽河镇、平庄镇、五家镇和小五家回族乡。

## 人口民族
根據第七次人口普查數據，截至2020年11月1日零時，元寶山區常住人口為284990人。